# Wojsko komputowe

La Wojsko komputowe est un type d'unité militaire utilisé en Pologne-Lituanie aux XVIIe et XVIIIe siècles. Son nom vient du latin computatio (compte, calcul) via le vieux polonais komput (budget de l'armée voté par la Diète).
Jusqu'au milieu du XVIIe siècle, les forces polonaises étaient divisées en unités permanentes (wojsko kwarciane) et en unités supplémentaires (wojsko komputowe ou wojsko suplementowe), qui étaient formées en fonction des besoins militaires. En 1652, cette distinction a pris fin, et les deux types de forces ont été fusionnés au sein du wojsko komputowe.
Le wojsko komputowane était composée de diverses unités, tant de soldats nés en Pologne-Lituanie que de mercenaires étrangers. La Diète votait le paiement d'un certain nombre d'unités d'infanterie et de cavalerie.
Les effectifs (qui étaient gardés secrets) varient, car les commandants (hetmans) payaient souvent eux-mêmes les effectifs supplémentaires. En temps de paix, le wojsko komputowane comptait environ 12 000 hommes pour la Couronne et 6 000 pour le grand-duché de Lituanie. En temps de guerre, ce nombre pouvait être porté à environ 24 000–40 000 hommes pour la Couronne et 8 000–22 000 pour la Lituanie.
En outre, le wojsko komputowane était complétée par des recrues paysannes de la piechota wybraniecka (la levée paysanne) et, à partir de 1653, de la piechota łanowa, des cosaques enregistrés (jusqu'en 1699), de la pospolite ruszenie (levée en masse de la szlachta), de la Garde royale (en), des armées des magnats et des villes, et de l'armée d'entail.